# Boris Podolski
Boris Jakovlevitsj Podolski (Russisch: Борис Яковлевич Подольский) (Taganrog, 29 juni 1896 – Cincinnati, 28 november 1966) was een Amerikaans natuurkundige van Russische afkomst die bekend werd door zijn werk aan de EPR-paradox met Albert Einstein en Nathan Rosen.

## Biografie
Podolski werd geboren in een arme joods gezin in Taganrog, in wat destijds het Keizerrijk Rusland was. In 1913 verhuisde hij naar de Verenigde Staten. Na het behalen van Bachelor of Science-graad in de elektrotechniek aan de Universiteit van Southern California (USC) in 1918 diende hij in het Amerikaanse leger en was daarna werkzaam bij het Los Angeles Bureau of Power and Light. In 1926 verkreeg hij zijn mastergraad in mathematica aan dezelfde universiteit en twee jaar later promoveerde hij in de theoretische natuurkunde (onder Paul Epstein) aan Caltech.
Met een studiebeurs spendeerde Podolski een jaar bij de Universiteit van Californië, Berkeley, gevolgd door een jaar bij de Universiteit van Leipzig. In 1930 keerde hij terug naar Caltech, bij Richard Tolman. Vervolgens ging hij naar het Oekraïense Instituut van Fysica en Technologie (Charkov, USSR) waar hij met Vladimir Fock, Paul Dirac (die daar op bezoek was), Lev Landau en anderen samenwerkte op het gebied van de kwantumelektrodynamica. In 1933 was hij terug in de Verenigde Staten aan het Institute for Advanced Study in Princeton. Twee jaar daarna, in 1935, nam hij een positie aan als hoogleraar wiskundige natuurkunde aan de Universiteit van Cincinnati. In 1961 stapte hij over naar de Xavier-universiteit in Cincinnati, waar hij tot aan zijn overlijden in 1966 werkzaam was.

## Werk
Samen met Einstein en Rosen bedacht Podolski in 1935 het EPR-paradox, een gedachtenexperiment dat aanvankelijk weinig aandacht kreeg maar later van grote betekenis werd in de discussie over de grondbeginselen van de kwantummechanica. Dit beroemde artikel, dat in Physical Review verscheen onder de titel “Kan de kwantummechanische beschrijving van de natuurlijke werkelijkheid als compleet worden beschouwd?”, stimuleerde het debat over de interpretatie van de kwantummechanica. In het artikel probeerden ze aan te tonen dat kwantummechanica geen complete fysische theorie is.